# Карліково (Пуцький повіт)
Карліково (пол. Karlikowo) — село в Польщі, у гміні Крокова Пуцького повіту Поморського воєводства.
Населення — 344 особи (2011).
У 1975-1998 роках село належало до Гданського воєводства.

## Демографія
Демографічна структура станом на 31 березня 2011 року:
|          | Загалом | Допрацездатний вік | Працездатний вік | Постпрацездатний вік |
| -------- | ------- | ------------------ | ---------------- | -------------------- |
| Чоловіки | 170     | 52                 | 111              | 7                    |
| Жінки    | 174     | 56                 | 98               | 20                   |
| Разом    | 344     | 108                | 209              | 27                   |